# Literaturjahr 1493
Liste der Literaturjahre

1490 | 1491 | 1492 | Literaturjahr 1493 | 1494 | 1495 | 1496 | 1497 | ► | ►►

Weitere Ereignisse
Dieser Artikel behandelt das Literaturjahr 1493.

## Ereignisse
- Johannes Cuspinianus (Spießheimer) erhält von Kaiser Friedrich III. die Dichterkrone.

### Weltchroniken
- Der mittelniederdeutsche Chronist und Schriftsteller Hermann Bote beginnt mit dem Verfassen der Braunschweiger Weltchronik.

- 23. Dezember: Hartmann Schedel veröffentlicht in Nürnberg die Nürnberger Chronik, später besser bekannt als Schedelsche Weltchronik. Sie folgt der Tradition mittelalterlicher Chroniken, indem sie die Geschichte der Welt in „Weltalter“ darstellt. Das Sechste Weltalter: Geburt Christi bis zu seiner Gegenwart ist dabei das umfangreichste der Chronik. Die 1809 Illustrationen in der Schedelschen Weltchronik stammen zum großen Teil aus der Werkstatt von Michael Wolgemut, in der unter anderem sein Schwiegersohn Wilhelm Pleydenwurff mitarbeitet.

Städteabbildungen aus der Schedelschen Weltchronik
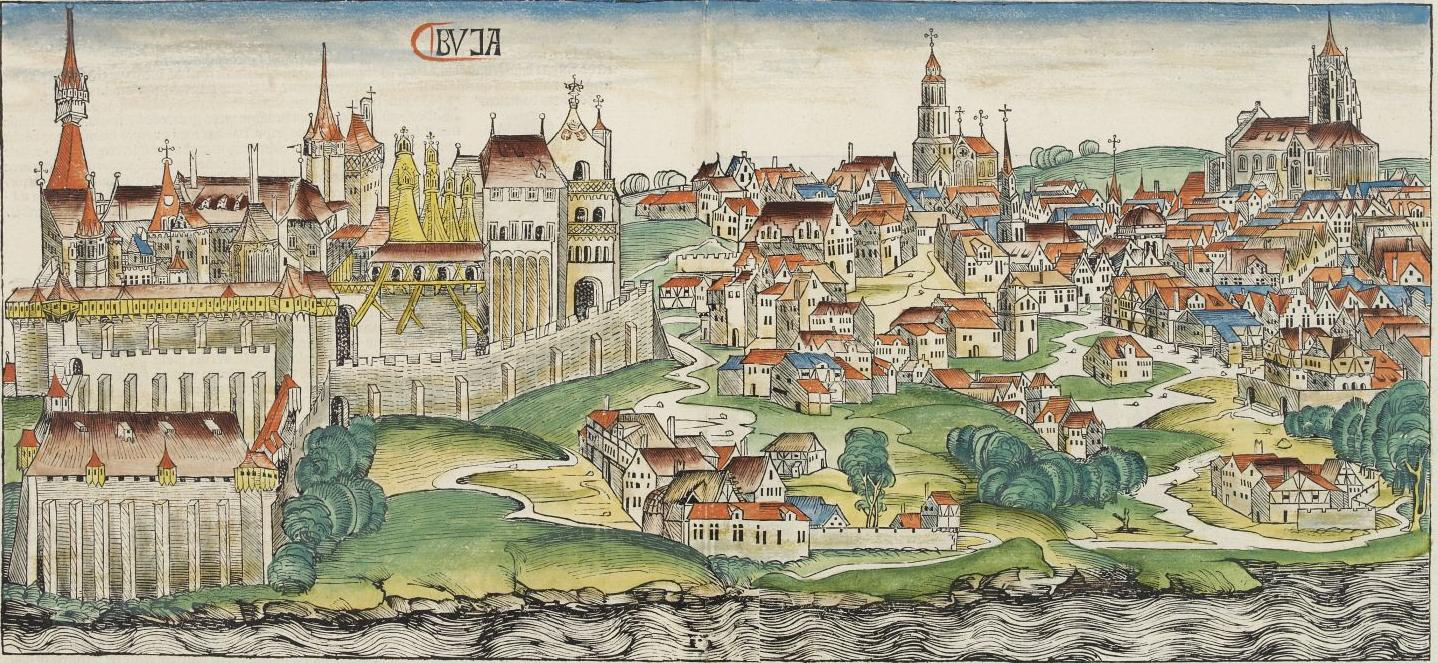
Buda
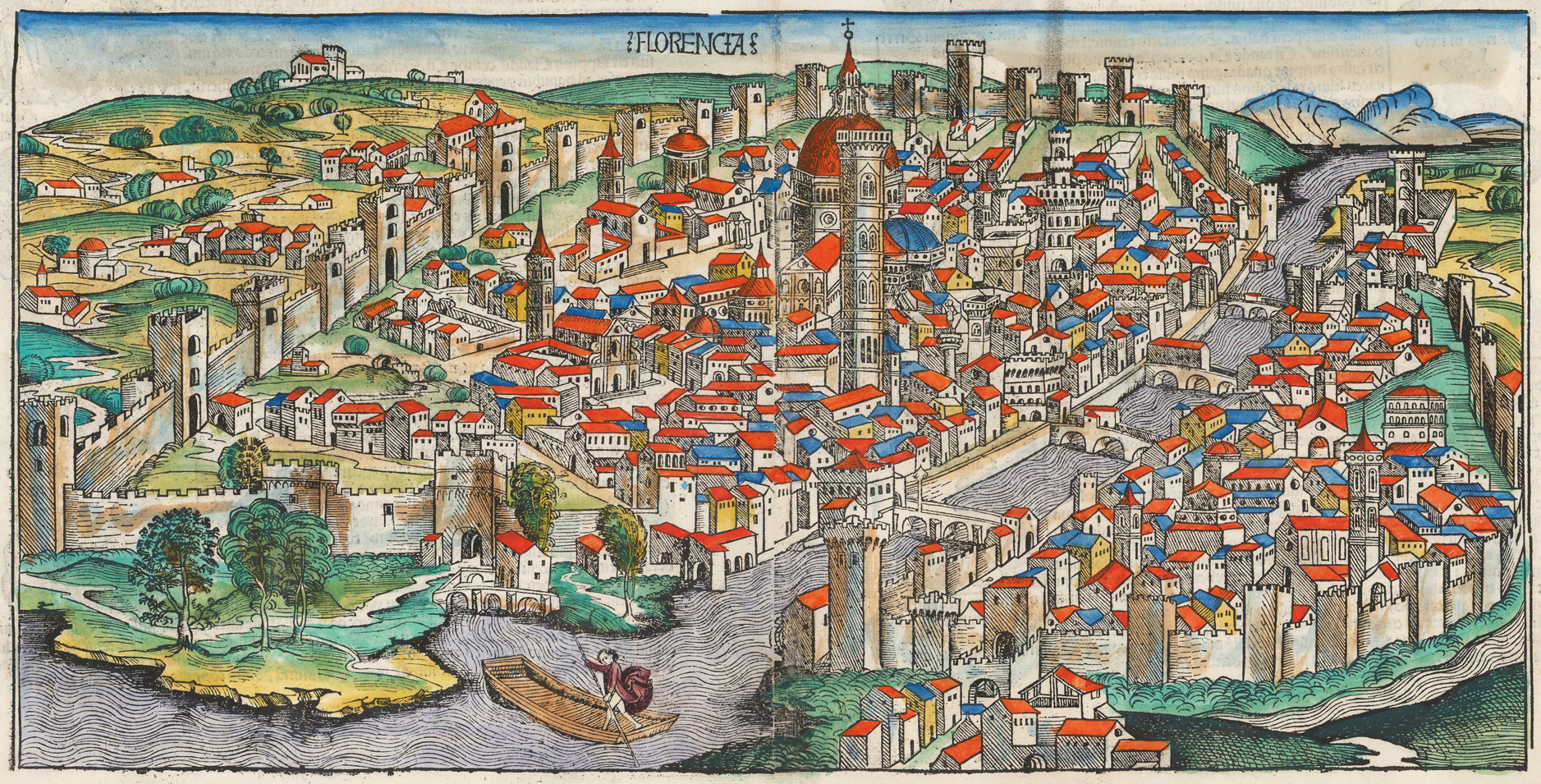
Florenz
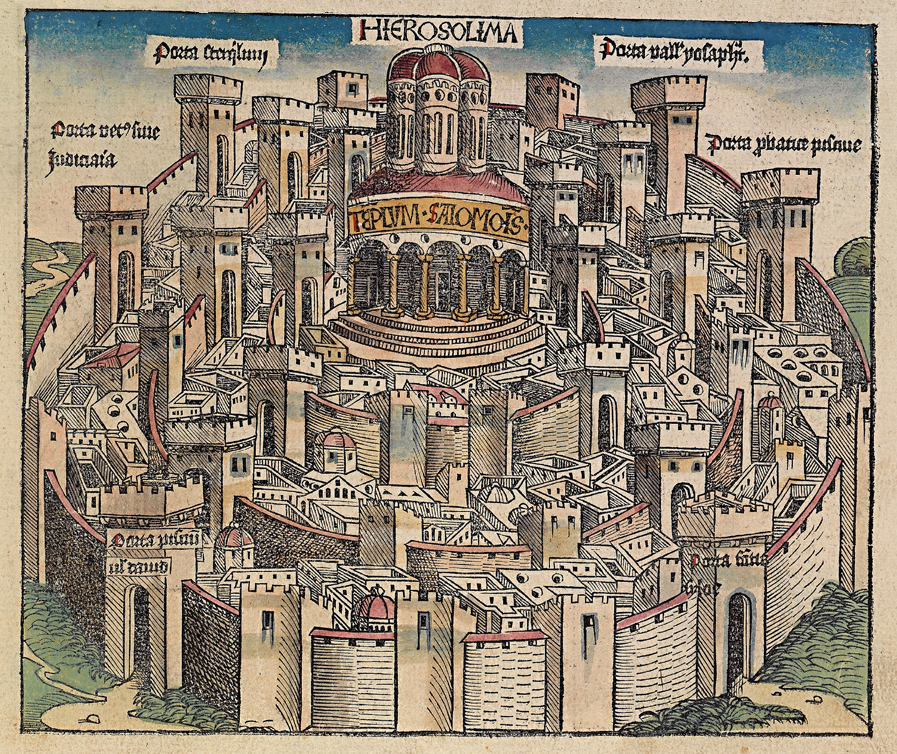
Jerusalem
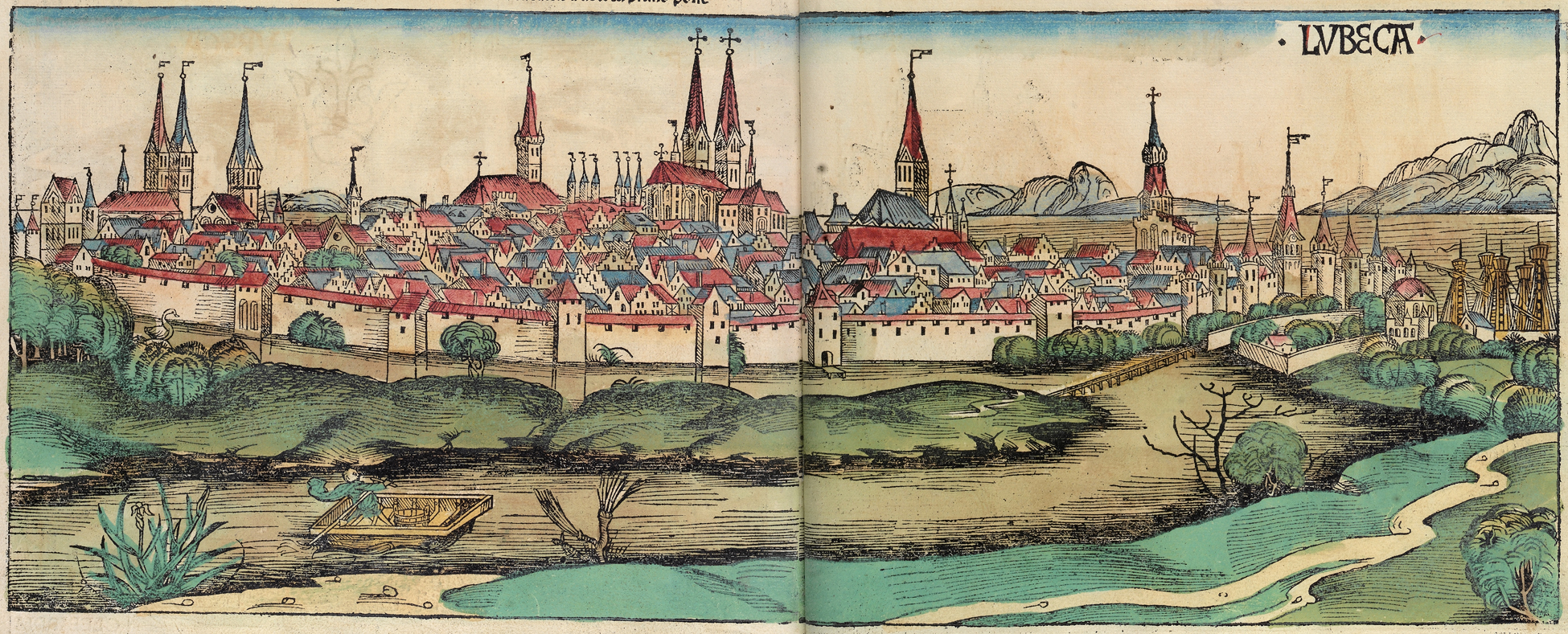
Lübeck
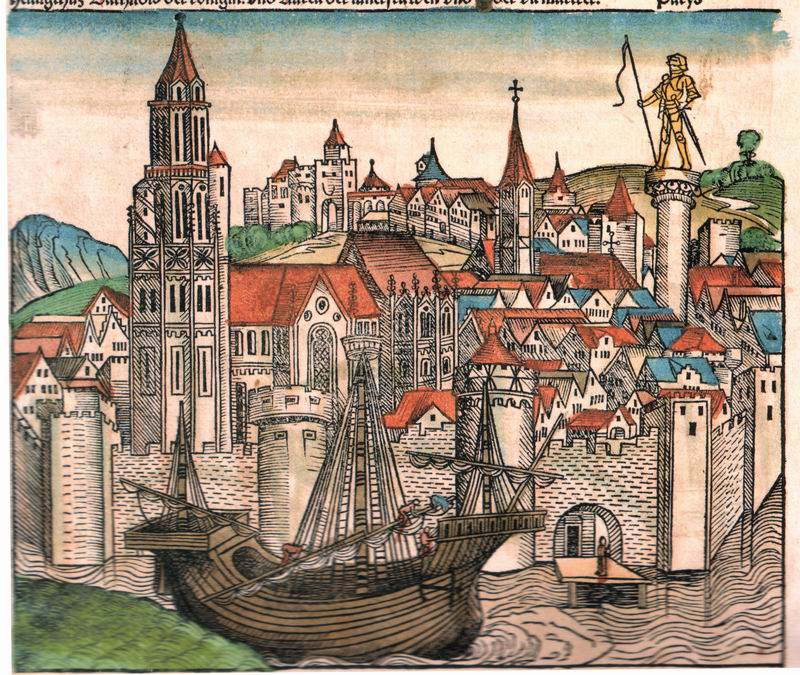
Paris
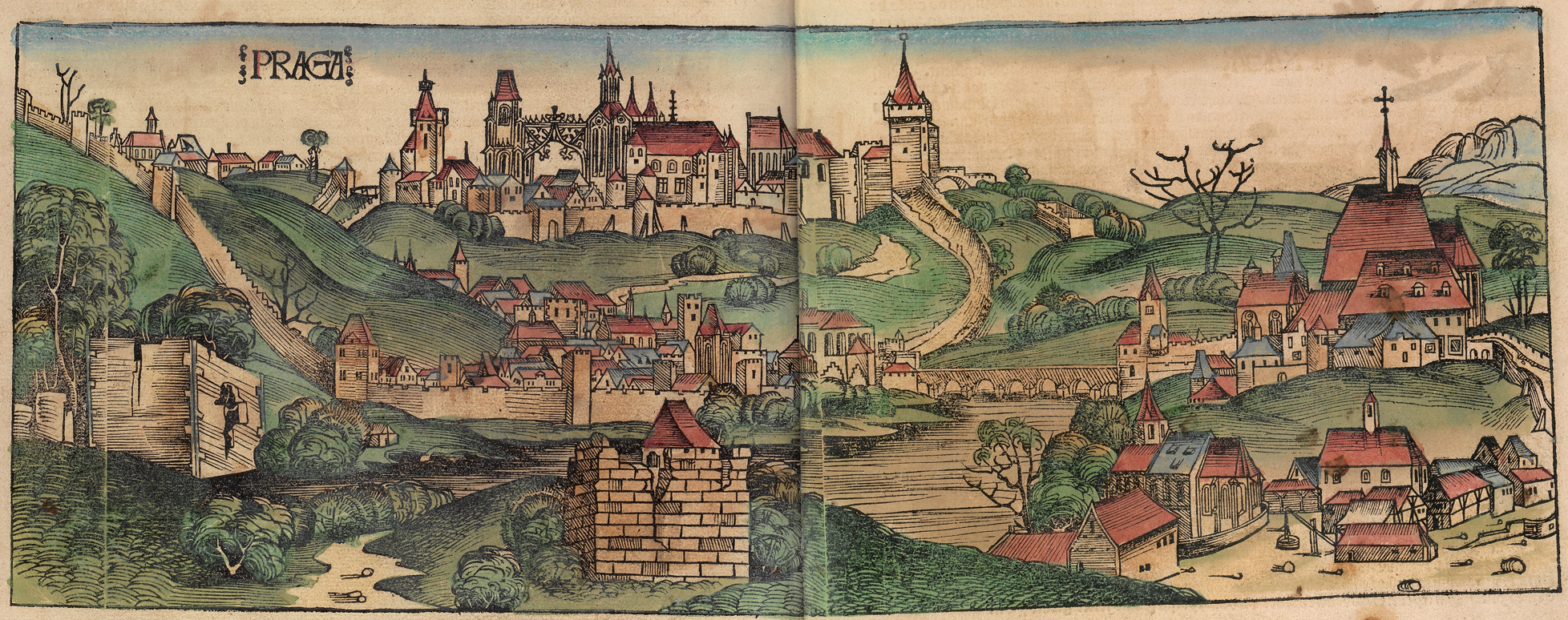
Prag
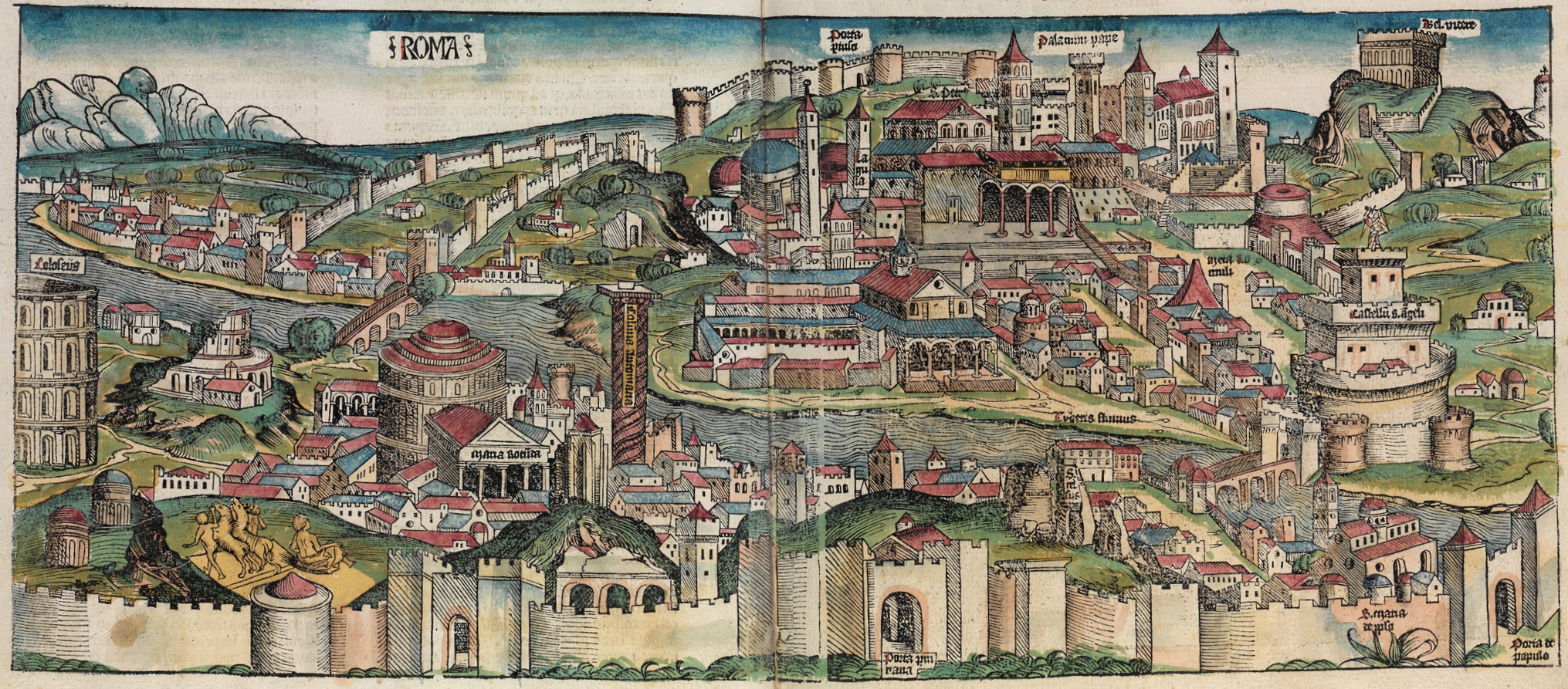
Rom
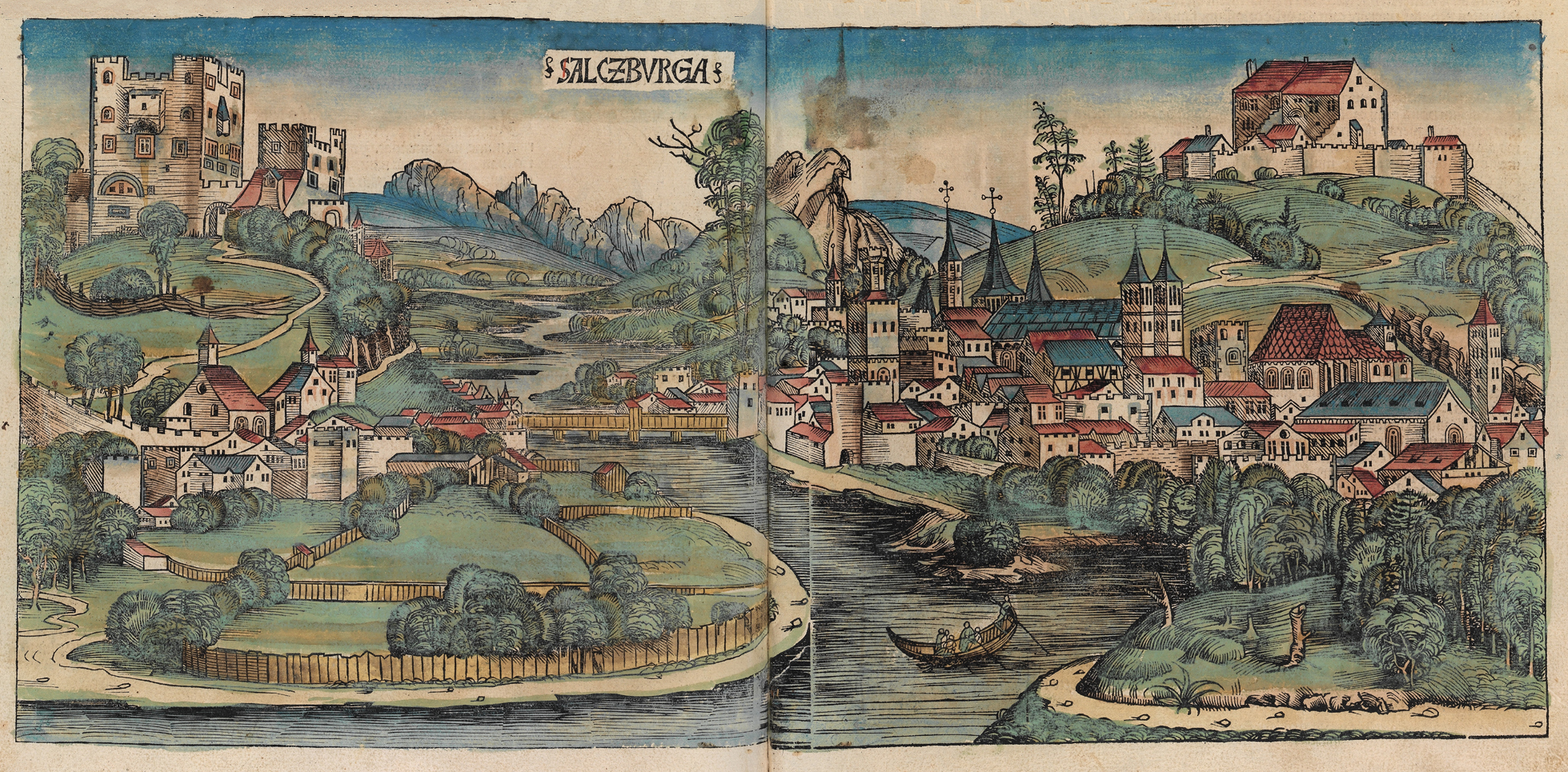
Salzburg
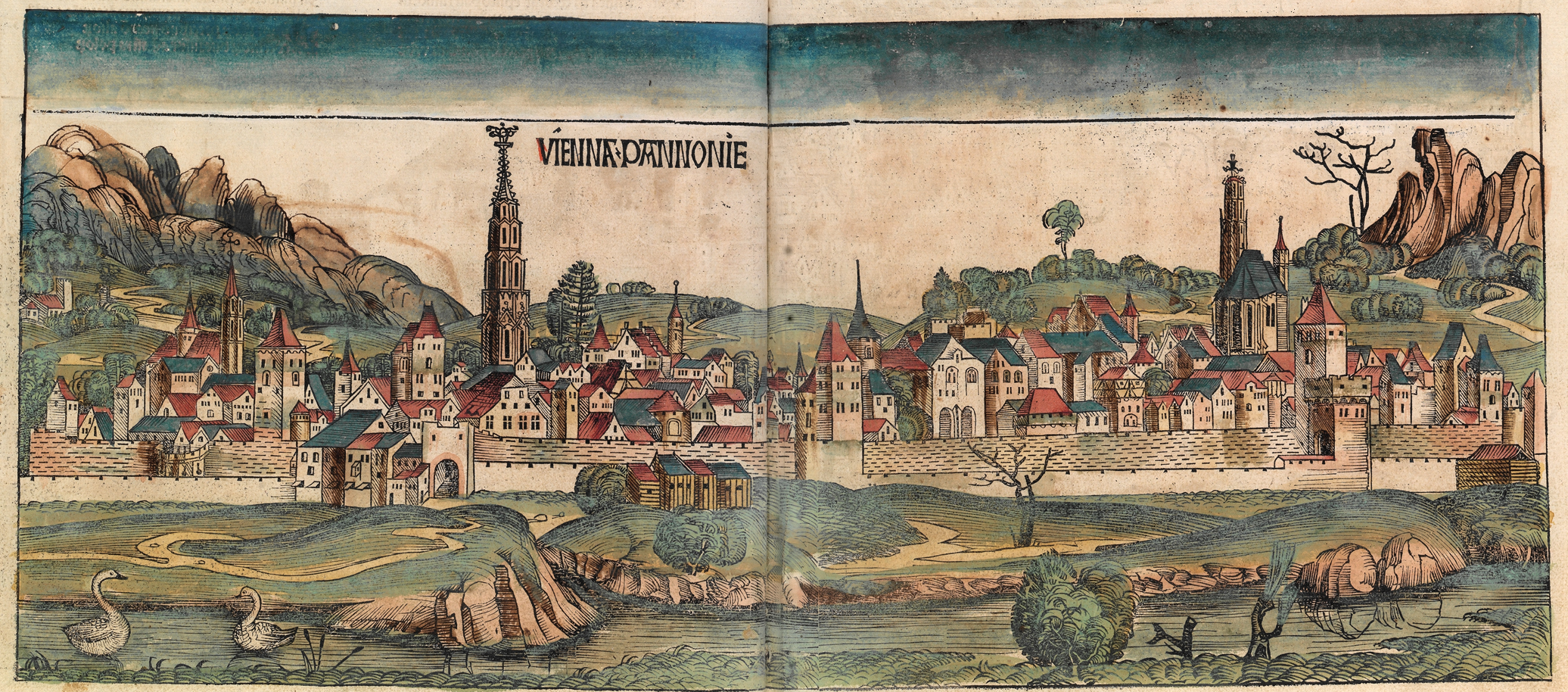
Wien

### Religion
- 3. Mai: In der Bulle Inter caetera überträgt Papst Alexander VI. den derzeitigen und zukünftigen Herrschern von Kastilien und León die Länder, die von Christoph Kolumbus entdeckt worden sind.

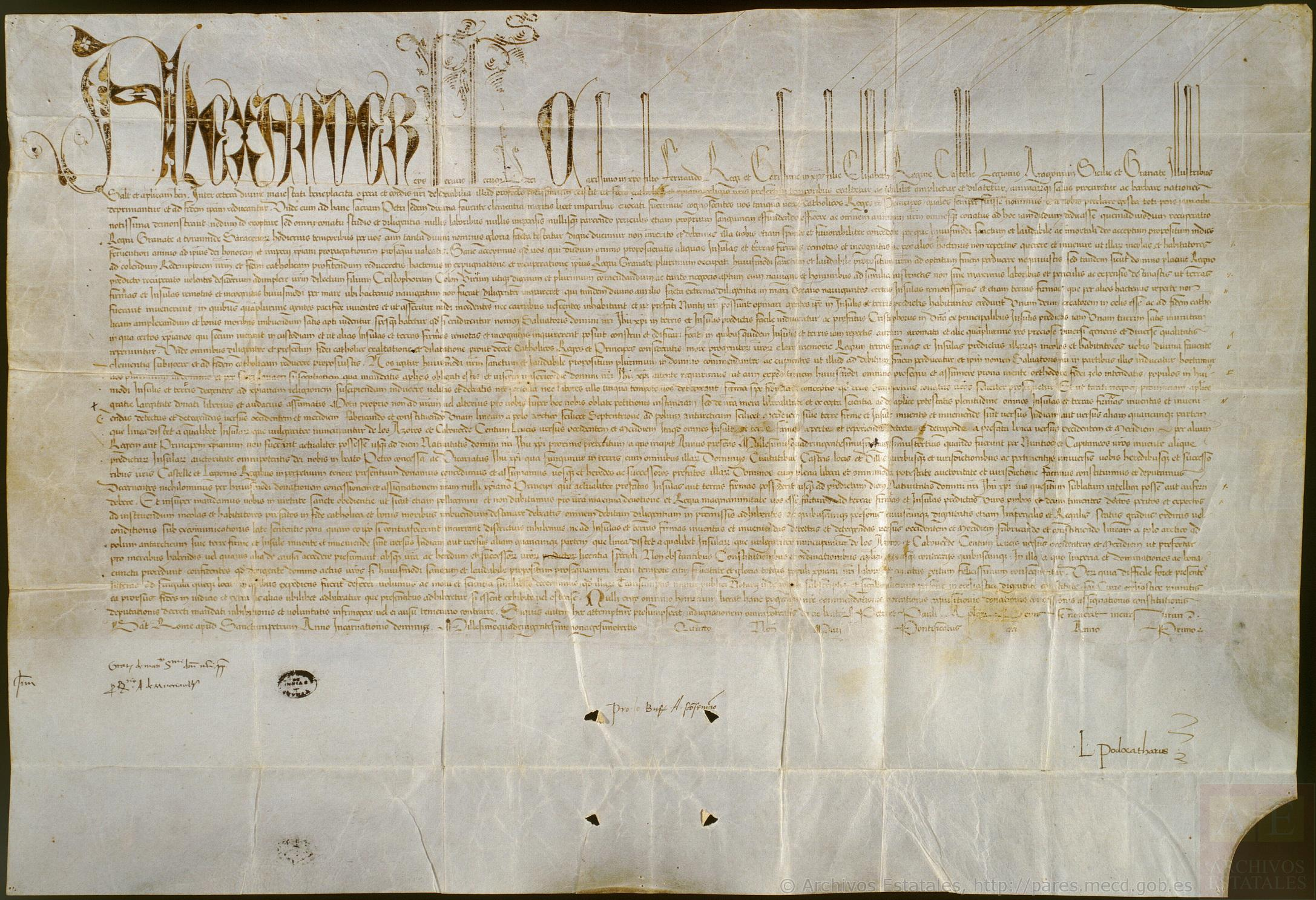
Inter caetera Dokument vom 4. Mai im Archivo General de Simancas

- 4. Mai: In einer weiteren Bulle Inter caetera, die die Bullen Inter caetera vom Vortag und die ebenfalls auf den 3. Mai datierte Bulle Eximiae devotionis ersetzt, grenzt der Papst die Gebiete Kastiliens und Portugals im Atlantischen Ozean durch eine Trennlinie voneinander ab.
- 26. September: Papst Alexander VI. veröffentlicht die Bulle Dudum siquidem. In der Bulle werden in der Hauptsache die bisher verliehenen Privilegien an das spanische und das portugiesische Königshaus zusammengefasst.

## Geboren

### Geburtsdatum gesichert
- 10. Januar: Miklós Oláh, ungarischer Erzbischof, Schriftsteller, Politiker und Theologe († 1568)
- 11. November: Bernardo Tasso, italienischer Dichter († 1569)

### Genaues Geburtsdatum unbekannt
- Anna Bijns, niederländische Schriftstellerin († 1575)

### Geboren um 1493

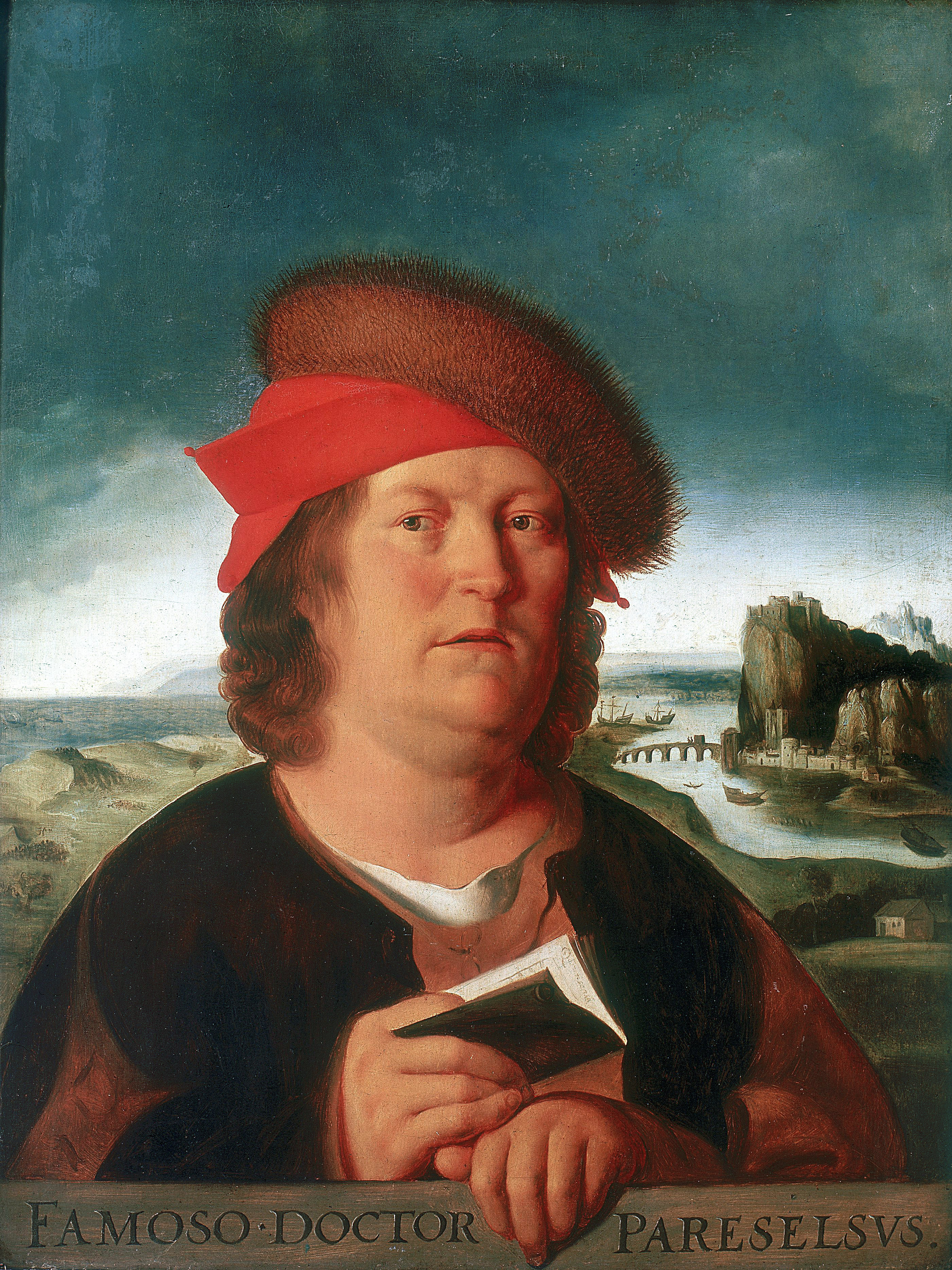
Paracelsus

- 1493/94: Theophrastus Bombastus von Hohenheim, bekannt als Paracelsus, Schweizer Arzt, Alchemist, Astrologe, Mystiker und Philosoph († 1541)

## Gestorben

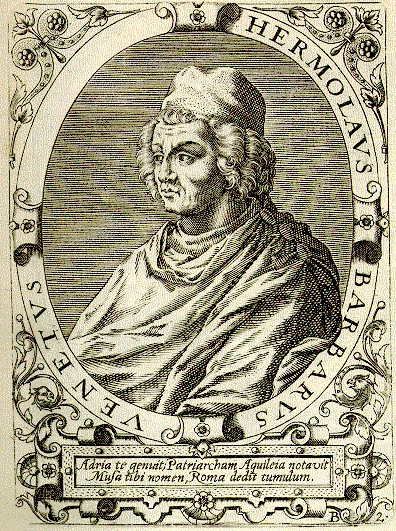
Hermolaus Barbarus; † 14. Juni

- 14. Juni: Hermolaus Barbarus, italienischer Scholastiker, Dichter und Humanist (* 1454)